# Тёмновка
Тёмновка (укр. Темнівка) — село в Лизогубовском сельском совете Харьковского района Харьковской области Украины.
Код КОАТУУ — 6325181503. Население по переписи 2001 года составляет 410 (182/228 м/ж) человек.

## Географическое положение
Село Темновка находится на левом берегу реки Уды, выше по течению на расстоянии в 2 км расположен пгт Васищево, ниже по течению на расстоянии в 0,5 км расположено село Шубино,
на противоположном берегу — село Водяное (Змиёвский район).
Через село проходит автомобильная дорога Т-2105.
К селу примыкает большой лесной массив (сосна).

## История
- 1638 — дата основания.
- В  1940 году, перед ВОВ, в селе было 83 двора.[3]

## Экономика
- Темновская исправительная колония № 100.

## Религия
- Храм св. Николая (в колонии).